# Mokrzyca (dopływ Kwisy)
Mokrzyca (niem. Tiefergrund) – potok górski w południowo-zachodniej Polsce, w woj. dolnośląskim, w Górach Izerskich, lewy dopływ Kwisy, długość ok. 3,0 km, źródła na wysokości ok. 970 m n.p.m., ujście – ok. 507 m n.p.m..

## Opis
Wypływa z północnych zboczy Wysokiego Grzbietu Gór Izerskich, w rejonie Polany Izerskiej. Płynie stromą dolinką wciętą w zbocze Wysokiego Grzbietu, ku północy. Uchodzi do Kwisy w górnej części Świeradowa.